# Le Hérie-la-Viéville
Le Hérie-la-Viéville est une commune française située dans le département de l'Aisne, en région Hauts-de-France.

## Géographie

### Localisation
Le Hérie-la-Viéville est à 28 kilomètres à l'Est de Saint-Quentin.

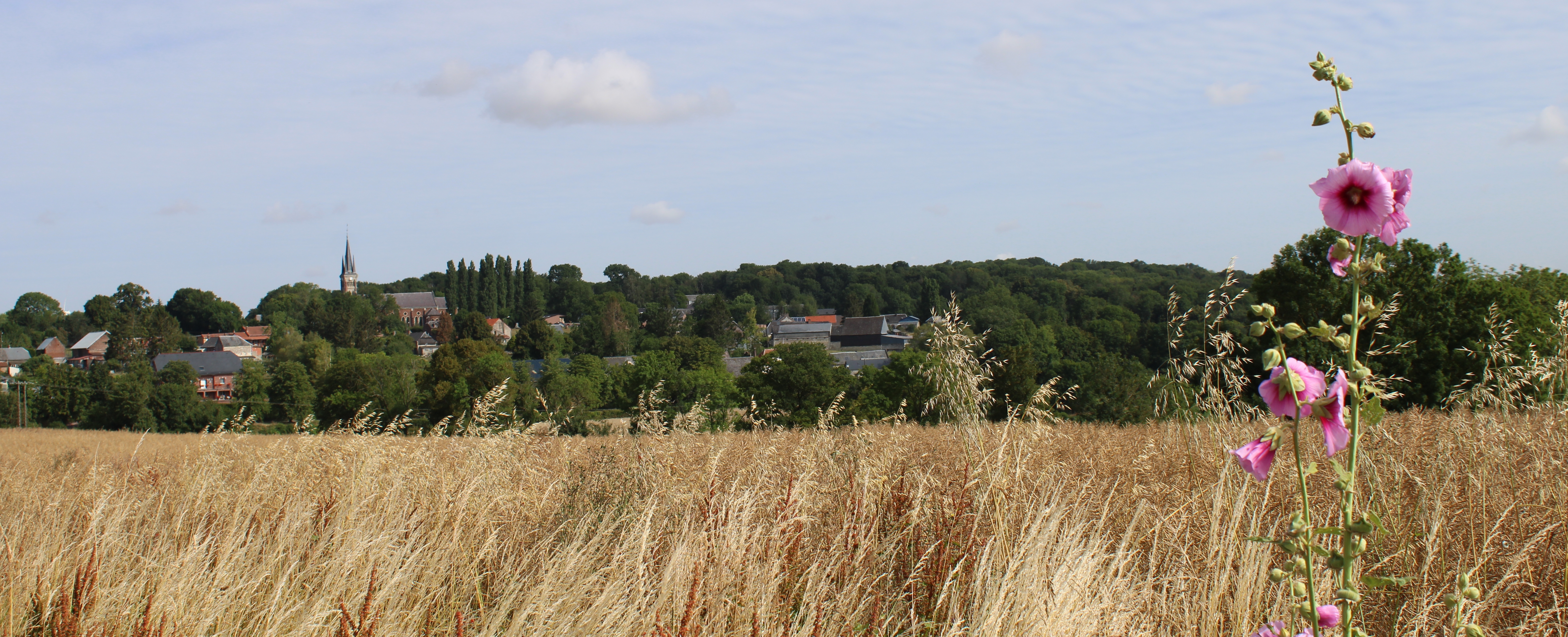
Panorama du village.

### Hydrographie
La commune est située dans le bassin Seine-Normandie. Elle n'est drainée par aucun cours d'eau,.

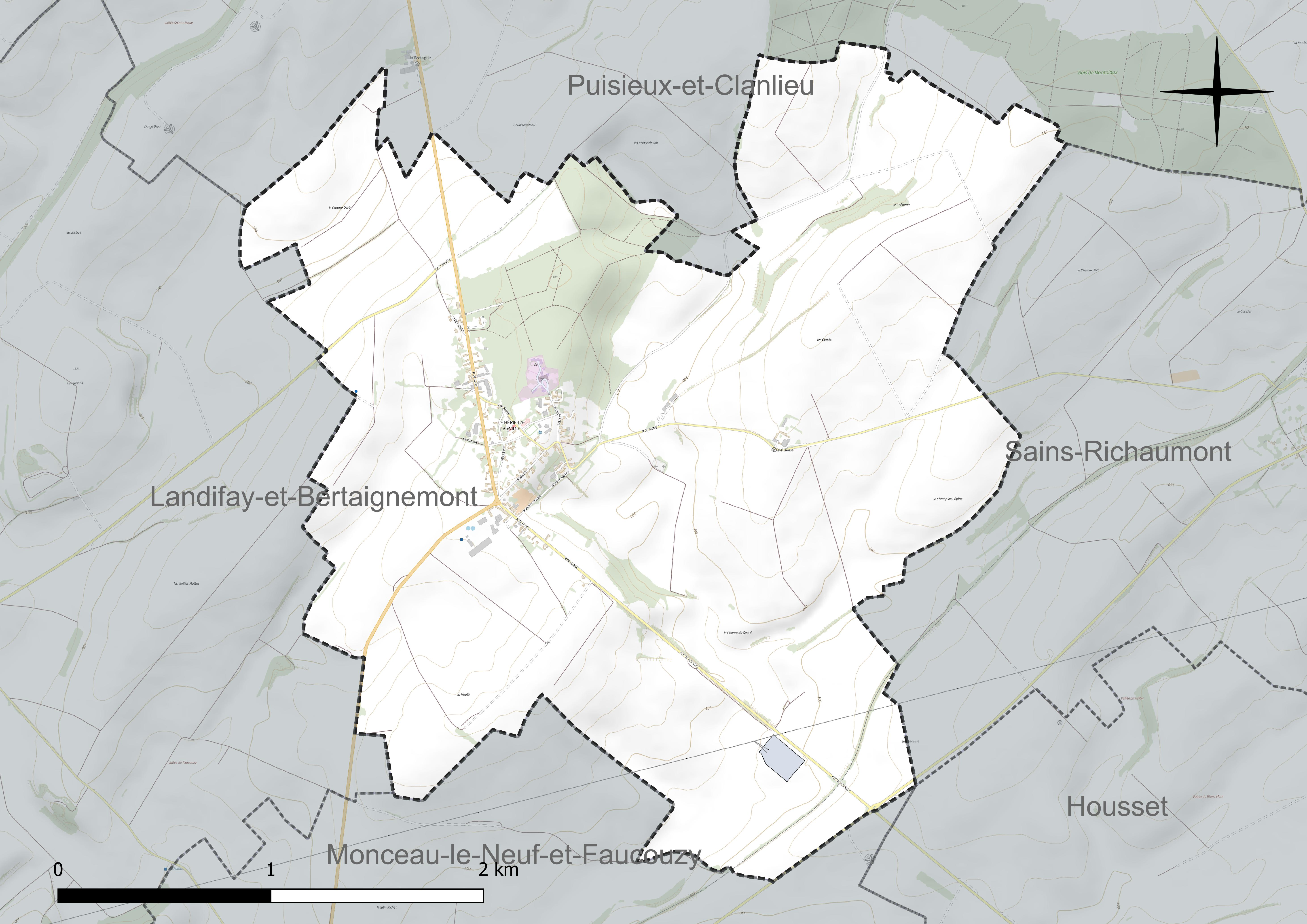
Réseau hydrographique du Hérie-la-Viéville.

### Climat
Pour des articles plus généraux, voir Climat des Hauts-de-France et Climat de l'Aisne.
En 2010, le climat de la commune est de type climat océanique dégradé des plaines du Centre et du Nord, selon une étude du CNRS s'appuyant sur une série de données couvrant la période 1971-2000. En 2020, Météo-France publie une typologie des climats de la France métropolitaine dans laquelle la commune est exposée à un climat océanique altéré et est dans la région climatique Nord-est du bassin Parisien, caractérisée par un ensoleillement médiocre, une pluviométrie moyenne régulièrement répartie au cours de l'année et un hiver froid (3 °C).
Pour la période 1971-2000, la température annuelle moyenne est de 10,1 °C, avec une amplitude thermique annuelle de 15,1 °C. Le cumul annuel moyen de précipitations est de 774 mm, avec 12,4 jours de précipitations en janvier et 9,1 jours en juillet. Pour la période 1991-2020, la température moyenne annuelle observée sur la station météorologique la plus proche, située sur la commune de Fontaine-lès-Vervins à 19 km à vol d'oiseau, est de 10,5 °C et le cumul annuel moyen de précipitations est de 826,3 mm,. Pour l'avenir, les paramètres climatiques de la commune estimés pour 2050 selon différents scénarios d'émission de gaz à effet de serre sont consultables sur un site dédié publié par Météo-France en novembre 2022.

## Urbanisme

### Typologie
Au 1er janvier 2024, Le Hérie-la-Viéville est catégorisée commune rurale à habitat dispersé, selon la nouvelle grille communale de densité à 7 niveaux définie par l'Insee en 2022.
Elle est située hors unité urbaine et hors attraction des villes,.

### Occupation des sols
L'occupation des sols de la commune, telle qu'elle ressort de la base de données européenne d'occupation biophysique des sols Corine Land Cover (CLC), est marquée par l'importance des territoires agricoles (87,4 % en 2018), une proportion identique à celle de 1990 (87,4 %). La répartition détaillée en 2018 est la suivante : 
terres arables (87,4 %), zones urbanisées (6,5 %), forêts (6,1 %).
L'évolution de l'occupation des sols de la commune et de ses infrastructures peut être observée sur les différentes représentations cartographiques du territoire : la carte de Cassini (XVIIIe siècle), la carte d'état-major (1820-1866) et les cartes ou photos aériennes de l'IGN pour la période actuelle (1950 à aujourd'hui).

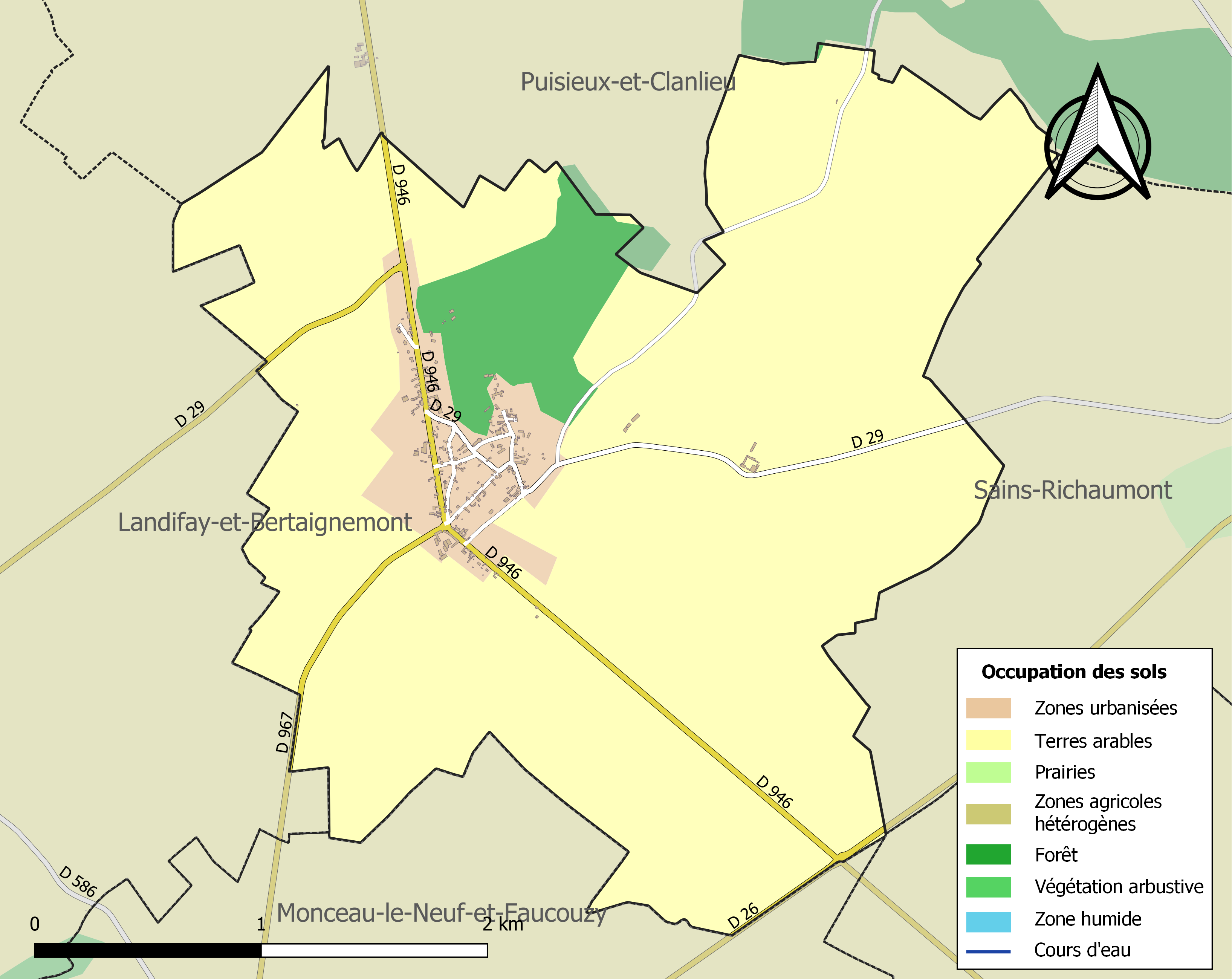
Carte de l'occupation des sols de la commune en 2018 (CLC).

## Toponymie
Le village apparaît pour la première fois en 1144 sous l'appellation de Lahéris dans un cartulaire de l'abbaye de Thenailles. L'orthographe variera  ensuite de nombreuses fois en fonction des différents transcripteurs : Leeris, Leherie, Lanheris, Leharis, Leheries, Le Herys en 1556, Leeheries et la Viefville en 1568, Leheri, Lherys, Leherues en Vermandois, La Herry, Hérie, Laheries, la Hairie-la-Vieville en 1709.

La Viéville était une ferme déjà disparue en 1880. Son nom était Viesville en 1353, La Viezville, Cense de Wiefville. Cette ferme a été acquise au XIIe siècle par l'abbaye de Ribemont.

## Histoire
|  |  |  |

Carte de Cassini

La carte de Cassini montre qu'au XVIIIe siècle, Le Hérie (écrit le Héry) est une paroisse. À l'ouest est représenté le château qui fut construit en 1671 par la famille De Malortie. Incendié partiellement par les Allemands en 1916 et endommagé par les bombardements de novembre 1918, ce château a été reconstruit par la suite.

À l'ouest, sur les hauteurs est dessiné un moulin aujourd'hui disparu. Le chemin La pièce du moulin, près du château d'eau, rappelle la présence de ce moulin.

Au nord, existait une ferme dénommée Bretagne qui était déjà disparue en 1880.

À l'est est représentée la ferme La Viéville dont le nom a été joint à celui de Le Héry pour former le village de Le Hérie-la-Viéville  à la fin du XVIIIe siècle.

L'ancienne ligne de chemin de fer de Laon au Cateau

Le Hérie-la-Viéville a compté une halte située sur la ligne de chemin de fer de Laon au Cateau qui a fonctionné de 1892 à 1972. En 1910, quatre trains s'y arrêtaient dans chaque sens chaque jour. Cette halte, située à 4 km au sud du village en direction de Marle n'existe plus de nos jours (voir les horaires).

Première Guerre mondiale

Après les combats des 29 et 30 août 1914 aux alentours de la commune, soit moins d'un mois après la déclaration de la guerre, le village est occupé par les troupes allemandes après la défaite de l'armée française lors de la bataille de Guise. Pendant toute la guerre, Le Hérie-la-Viéville restera loin du front qui se stabilisera à environ 150 km à l'ouest aux alentours de Péronne. Les habitants vivront sous le joug des Allemands : réquisitions de logements, de matériel, de nourriture, travaux forcés. Ce n'est que début novembre 1918 que les Allemands seront chassés du village par les troupes françaises. Sur le monument aux morts sont écrits les noms des dix-neuf soldats de la commune morts au Champ d'honneur.

## Politique et administration

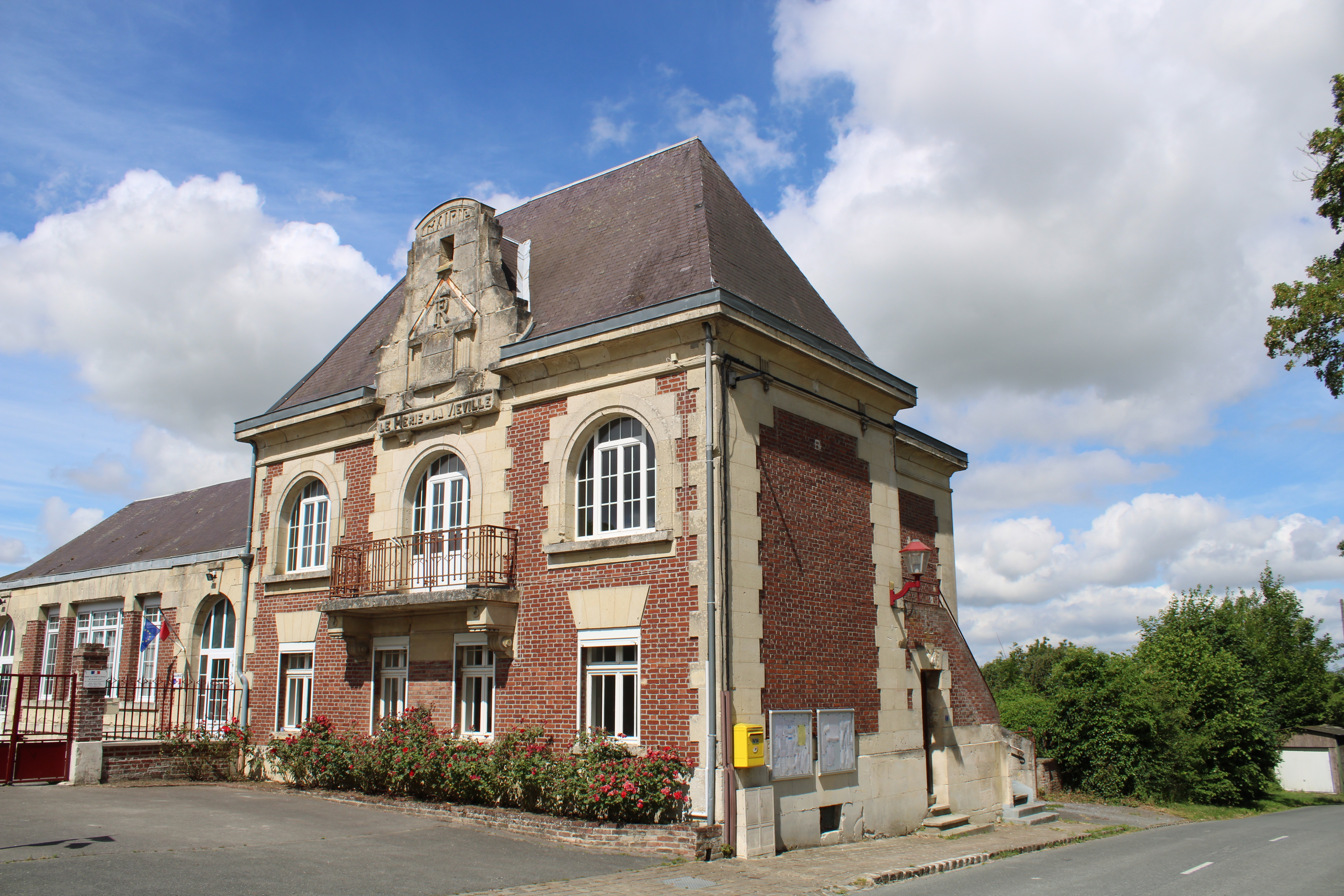
La mairie.

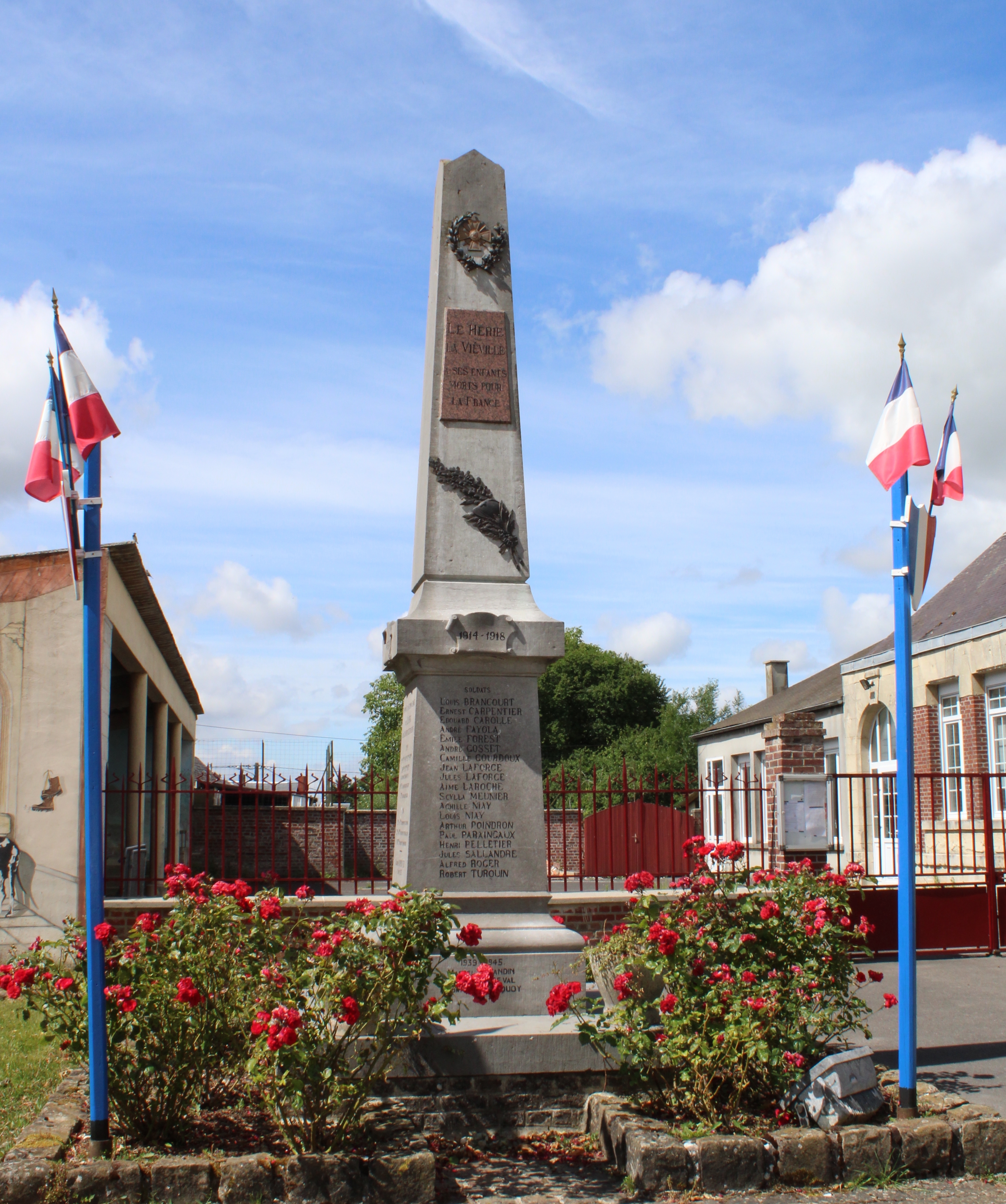
Le monument aux morts.

### Découpage territorial
La commune du Hérie-la-Viéville est membre de la communauté de communes de la Thiérache du Centre, un établissement public de coopération intercommunale (EPCI) à fiscalité propre créé le 31 décembre 1992 dont le siège est à La Capelle. Ce dernier est par ailleurs membre d'autres groupements intercommunaux.
Sur le plan administratif, elle est rattachée à l'arrondissement de Vervins, au département de l'Aisne et à la région Hauts-de-France. Sur le plan électoral, elle dépend du  canton de Marle pour l'élection des conseillers départementaux, depuis le redécoupage cantonal de 2014 entré en vigueur en 2015, et de la troisième circonscription de l'Aisne  pour les élections législatives, depuis le dernier découpage électoral de 2010.

### Administration municipale
| Période                                  | Période                   | Identité         | Étiquette | Qualité                                                |
| ---------------------------------------- | ------------------------- | ---------------- | --------- | ------------------------------------------------------ |
| Les données manquantes sont à compléter. |                           |                  |           |                                                        |
| avant 1877                               | après 1879                | Turquin          |           |                                                        |
| Les données manquantes sont à compléter. |                           |                  |           |                                                        |
| 1931                                     | 1941                      | Paul Gosset      |           |                                                        |
| 1941                                     | 1944                      | Paul Parraingaux |           | Adjoint faisant fonction                               |
| 1944                                     | 1953                      | Albert Sallandre |           |                                                        |
| 1953                                     | 1963                      | Marcel Poirée    |           | u1963 -1977 Louis Batteux                              |
| mars 1977                                | mars 2001                 | Pierre Leterme   |           |                                                        |
| mars 2001                                | mars 2008                 | Christian Glaude |           |                                                        |
| mars 2008                                | mars 2014                 | Eric Buysse      |           |                                                        |
| mars 2014                                | En cours (au 28 mai 2020) | Mickaël Tellier  | DVD       | Agriculteur et éleveur Réélu pour le mandat 2020-2026, |

## Démographie
C'est la commune de l'Aisne avec le plus fort taux de population comptée à part en 2006 selon l'Insee, avec 33,2 % (115 personnes pour une population totale de 346 habitants). Ce taux est dû à la présence de l'internat de l'établissement privé Notre-Dame-des-Victoires.
L'évolution du nombre d'habitants est connue à travers les recensements de la population effectués dans la commune depuis 1793. Pour les communes de moins de 10 000 habitants, une enquête de recensement portant sur toute la population est réalisée tous les cinq ans, les populations de référence des années intermédiaires étant quant à elles estimées par interpolation ou extrapolation. Pour la commune, le premier recensement exhaustif entrant dans le cadre du nouveau dispositif a été réalisé en 2005.

En 2022, la commune comptait 194 habitants, en évolution de −16,74 % par rapport à 2016 (Aisne : −1,97 %, France hors Mayotte : +2,11 %).
| 1793 | 1800 | 1806 | 1821 | 1831 | 1836 | 1841 | 1846 | 1851 |
| ---- | ---- | ---- | ---- | ---- | ---- | ---- | ---- | ---- |
| 624  | 639  | 671  | 798  | 933  | 893  | 865  | 910  | 900  |

| 1856 | 1861 | 1866 | 1872 | 1876 | 1881 | 1886 | 1891 | 1896 |
| ---- | ---- | ---- | ---- | ---- | ---- | ---- | ---- | ---- |
| 915  | 865  | 835  | 789  | 755  | 725  | 695  | 635  | 587  |

| 1901 | 1906 | 1911 | 1921 | 1926 | 1931 | 1936 | 1946 | 1954 |
| ---- | ---- | ---- | ---- | ---- | ---- | ---- | ---- | ---- |
| 521  | 524  | 511  | 398  | 366  | 328  | 304  | 249  | 334  |

| 1962 | 1968 | 1975 | 1982 | 1990 | 1999 | 2005 | 2006 | 2010 |
| ---- | ---- | ---- | ---- | ---- | ---- | ---- | ---- | ---- |
| 262  | 278  | 251  | 213  | 197  | 243  | 232  | 231  | 239  |

| 2015 | 2020 | 2022 | - | - | - | - | - | - |
| ---- | ---- | ---- | - | - | - | - | - | - |
| 233  | 198  | 194  | - | - | - | - | - | - |

## Lieux et monuments

### Galerie

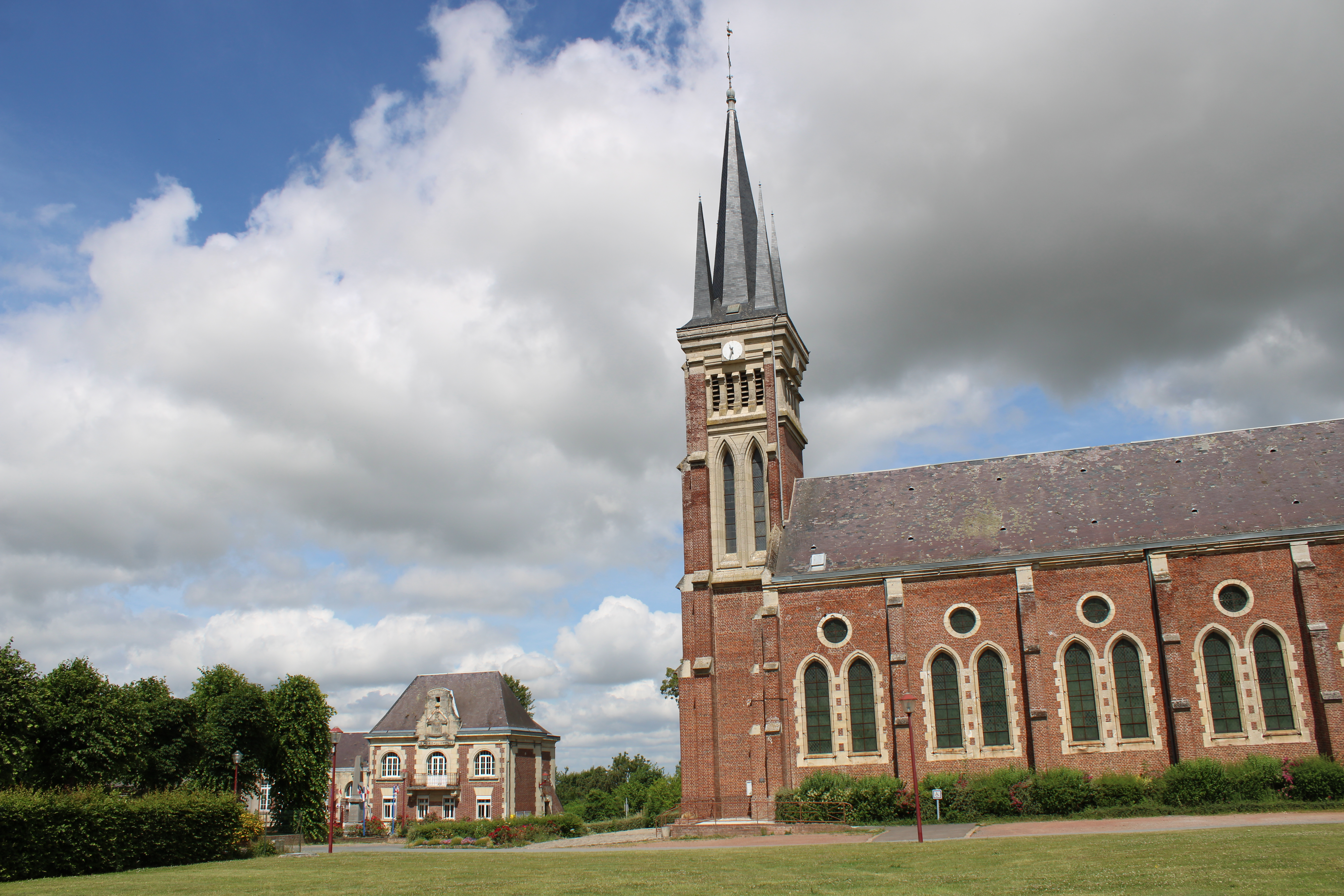
La place : le monument, l'école, la mairie et l'église.
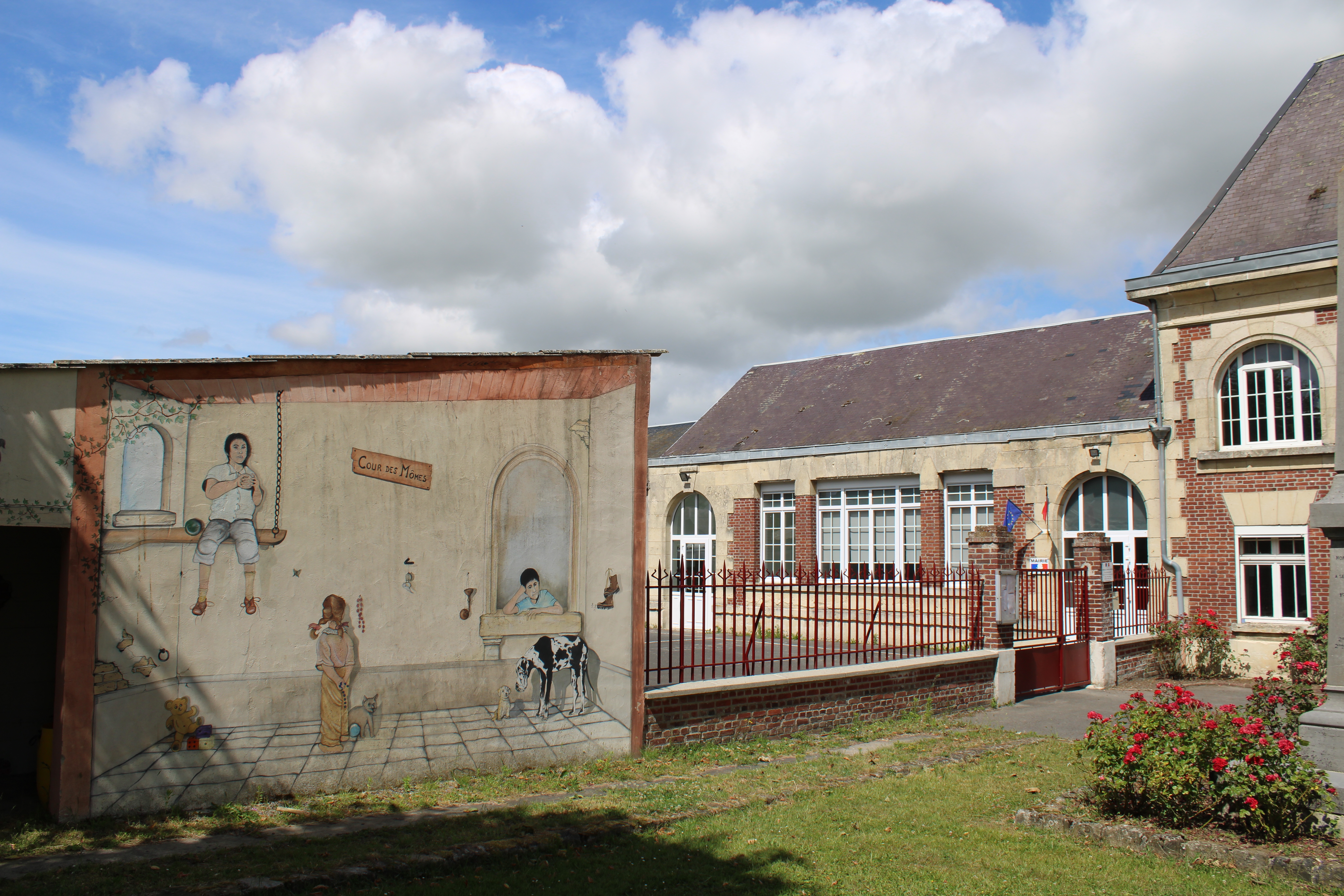
L'école.
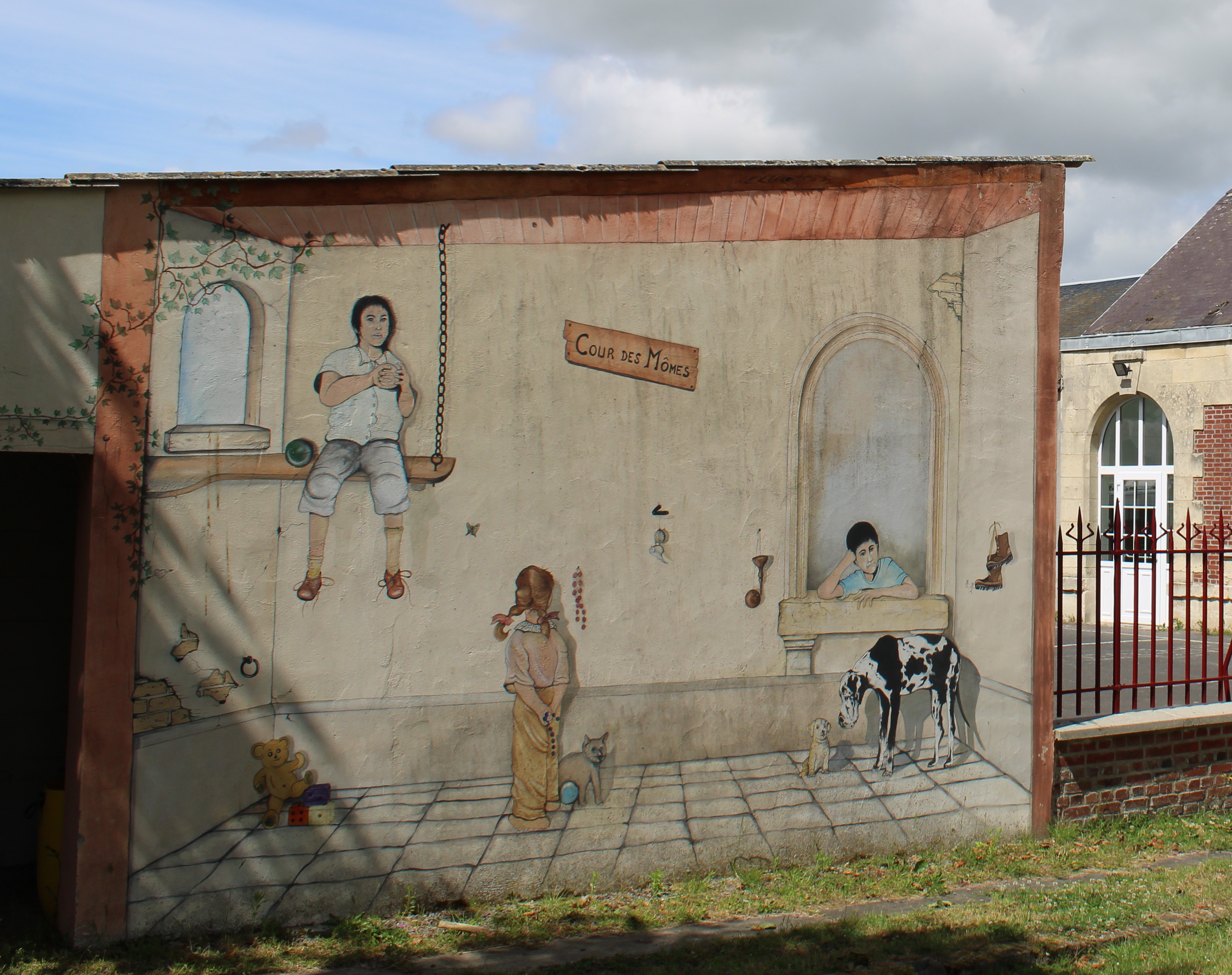
Peinture de rue sur le mur de l'école.
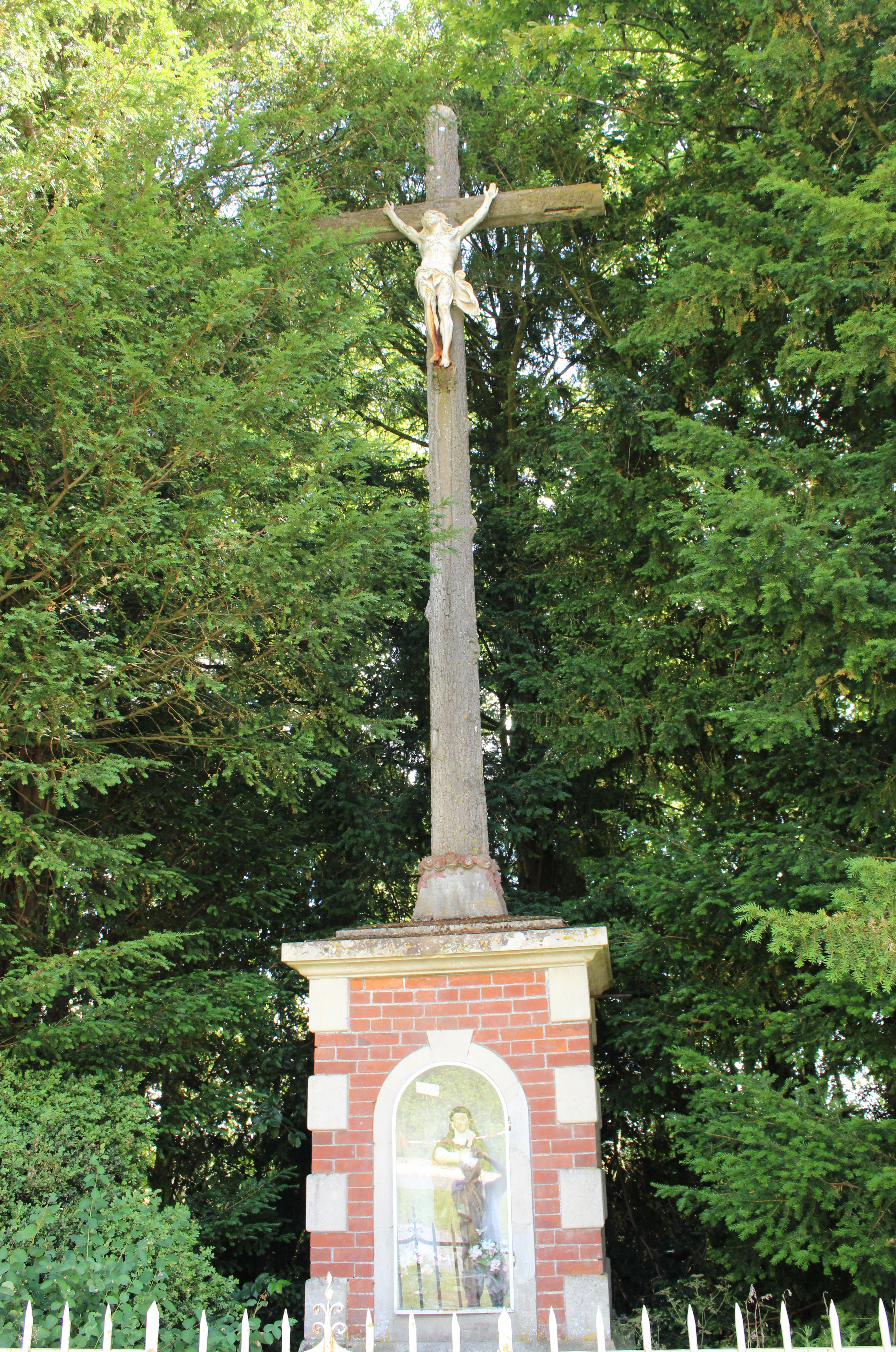
Le calvaire route de Landifay-et-Bertaignemont.